# محمد أبو الخير العابدين
محمّد أبو الخير عابدين (1852-1925)، عالم دين سوري برع في الفقه الحنفي وعُين مفتياً على مدينة دمشق من عام 1903 وحتى 1919. وهو والد الشيخ الدكتور أبو اليسر عابدين، الذي أصبح مفتياً في سورية خلال سنوات لاحقة من القرن العشرين.

## البداية
ولِد الشيخ أبو الخير عابدين في دمشق ودَرَس علوم الدين على يد عدد من العُلماء الكبار، ومنهم والده الشيخ عبد الغني عابدين والشيخ بكري العطّار والشيخ سعيد الأسطواني. عُيّن قاضياً شرعياً في دوما وبعلبك، وورث الخطابة في جامع الورد بحي سوق ساروجا عن أبيه.

## تعيينه مفتياً
عُيّن الشيخ أبو الخير عابدين مفتياً على دمشق سنة 1903وحافظ على منصبه خلال سنوات الحرب العالمية الأولى. وعند سقوط الدولة العثمانية في خريف عام 1918 بايع الأمير فيصل بن الحسين، نجل الشريف حسين بن علي، قائد الثورة العربية الكبرى. وفي خطابٍ شهير أمام الأمير فيصل في بهو دار البلدية بدمشق يوم 3 تشرين الأول 1918، قال الشيخ أبو الخير عابدين: «إن لكل أمير بطانتين، بطانة تزيّن له الحق وتحضّه عليه وبطانة تزيّن له الباطل وتحضّه عليه، فعليك ببطانة الخير!» لم تعجب هذه الكلمات أمير البلاد ولا رجالاته الذّين حرّضوا ضد الشيخ عابدين وقالوا إنه «عثماني الهوى.» وجاء في الحملة التي أُطلقت ضده بأنه بارك إعدامات جمال باشا عدداً من قادة المجتمع السوري في أيار 1916، بسبب ولائه للدولة العثمانية. تم إقصاؤه عن المنصب في أيار عام 1919، فعاد إلى مهامه خطيباً في جامع الورد حتى سقوط العهد الفيصلي سنة 1920، حينما تم تعيينه مميزاً للأحكام التي تصدر عن المحاكم الشرعية في دمشق.

## الوفاة
توفي الشيخ أبو الخير عابدين في بيروت عن عمر ناهز 73 عاماً يوم 6 آذار 1925.